# 알프 아르슬란
알프 아르슬란 (1029년 1월 20일 ~ 1072년 12월 15일) 은 왕조명의 기원이 된 셀주크의 증손자이자 셀주크 제국의 두 번째 술탄이다. 그가 이슬람으로 개종한 이후부터 무함마드 빈 다우드 차그리라는 이름을 쓴 것 같다. 그리고 그의 군사적 기량과 개인적인 용기, 탁월한 무예 덕분에 튀르크어로 “영웅적인 사자”라는 의미의 '알프 아르슬란'이라는 별명을 얻었다.

## 경력

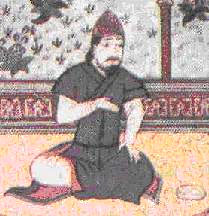
알프 아르슬란

1059년, 그는 호라산 총독이였던 아버지 차그리 베그의 지위를 이어받았다. 그의 숙부 투으룰 1세가 죽자 알프 아르슬란의 형제 술레이만이 그의 지위를 계승했다. 알프 아르슬란과 그의 숙부 쿠탈미쉬는 각각 자신이 토그릴의 지위를 계승해야 한다고 주장했다. 1064년 4월 27일, 알프 아르슬란은 쿠탈미쉬에게 패배를 안겨주고 대 셀주크의 술탄이 되었다. 그의 페르시아 술탄국은 아무다리야강에서 티그리스강에 이르는 영토를 지배했다.
그의 제국을 더욱 강하게 하는 동시에 제국 내의 파벌들을 제어하기 위해 그는 페르시아인 재상 니잠 알물크를 기용했다. 니잠 알물크는 무슬림 역사에서 가장 유능한 정치가 중 한 명으로 꼽힌다. 제국 내의 분란을 수습한 그는 회의를 소집해 그의 아들 말리크 샤 1세를 상속인이자 계승자라고 선언했다. 위대한 교회 중 하나인 카파도키아의 수도, 카이사레이아에 있는 성 바실 성당의 보물을 약탈하리라는 희망과 함께 그는 유프라테스강을 건너 그 도시를 약탈했다. 1064년, 그 뒤에 그는 아르메니아와 조지아로 진격하여 정복했다.

### 비잔티움과의 분쟁
1068년, 시리아로 진격하는 와중에 오우쉬가 비잔티움 제국을 침공했다. 황제 로마누스 4세 디오게네스가 직접 이끄는 군대가 실리시아에서 침략자들과 마주쳤다. 세번의 전투 중 처음의 두번은 황제가 직접 지휘했고, 세 번째 전투는 마누엘 콤네노스 (마누엘 1세 콤네노스의 종조부) 가 이끌었다. 1070년 튀르크인들은 패주해 유프라테스 강 건너편으로 퇴각했다. 1071년 로마누스는 쿠만인과 프랑크인, 바이욀의 루셀이 이끄는 노르만인로 이루어진 약 30,000명의 병사를 이끌고 아르메니아로 진군했다.

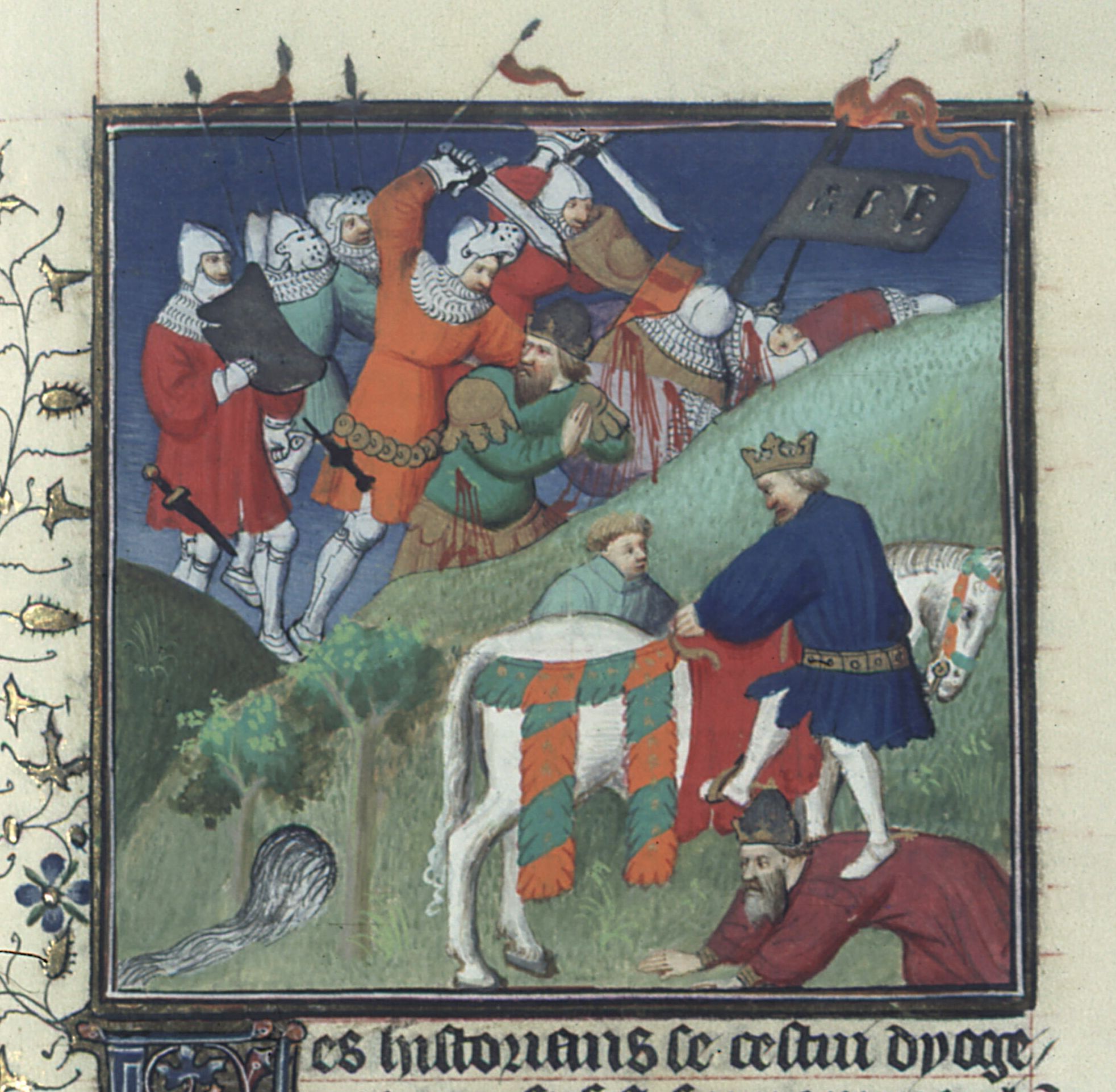
만지케르트 전투

반호 북쪽의 만지케르트에서 디오게네스는 알프 아르슬란의 군대와 마주했다. 술탄은 황제에게 평화 조약을 제안했으나, 황제가 거절함으로 만지케르트 전투가 시작되었다. 쿠만 용병들은 전투가 시작되자 마자 제국을 배신하고 튀르크군에 가담했다. 또, “서방의 용병들은 전투를 회피했다. 아무 짝에도 쓸데가 없었다.” 로마인의 군대는 궤멸당했다.

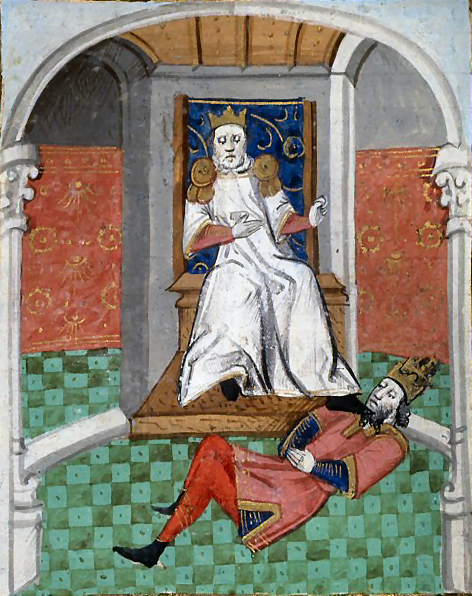
만지케르트 전투 후, 알프 아르슬란이 로마누스에게 굴욕을 선사하고 있다. 조반니 보카치오Giovanni Boccaccio가 쓴 『명사들의 운명』의 15세기 프랑스 번역판의 삽화.

로마누스 4세 황제는 생포되어 알프 아르슬란 앞으로 끌려갔다. 술탄은 황제에게 친절한 태도를 보이며 평화 조약을 맺을 것을 제안했고, 황제는 거절할 수 없는 제안을 받아들였다. 술탄은 황제에게 근위병과 보물들을 쥐어졌다. 아래의 유명한 대화는 황제가 술탄의 포로가 된 뒤에 일어난 일이다.
알프 아르슬란: 만약 우리의 처지가 반대라면 그대는 어찌하겠소? 내가 그대의 포로가 되었다면 말이오.
로마누스: 아마 죽이거나 콘스탄티노폴리스 거리를 끌고 다녔을거요.
알프 아르슬란: 나의 처벌은 그보다 더 잔인하다오. 그대를 용서하지. 그대의 나라로 돌아가시오.

알프 아르슬란의 승리는 근동의 힘의 균형을 순니파 무슬림과 셀주크 제국에 유리한 방향으로 돌려났다. 비록 비잔티움 제국이 4세기 더 살아남았고, 십자군이 때때로 승리를 거두었다고는 하지만, 만지케르트는 아나톨리아에 대한 튀르크 정복의 시작을 의미했다. 대개의 역사가들은, 에드워드 기번도 포함된다, 만지케르트의 대패가 로마 제국의 멸망을 알리는 서곡이라 기록했다. 튀르크 기병들이 아나톨리아에 진입함으로 제국에 끝없는 인력을 제공해준 테마들이 사라졌다.

### 내치
알프 아르슬란은 군사적 업무 외에는 권력을 행사하지 않았다. 내정은 그의 유능한 재상 니잠 알물크가 관리했다. 그는 알프 아르슬란과 그의 아들 말리크 샤 1세의 재위 기간 동안 술탄국 특유의 관료제를 만들고 강화했다. 셀주크 왕자들을 제어한 군사적 봉건제는 아나톨리아의 농업력을 이용해 군대의 유지와 튀르크 유목민들의 제어라는 두 목적을 동시에 만족시켰다. 이 덕분에 잘 가꾸어진 이란의 영지는 튀르크인들로 인한 불안을 떨쳐낼 수 있었다. 이란은 튀르크와 더불어 제국을 이끄는 양대 기둥이었다. 만약 이란이 없었다면 알프 아르슬란은 결코 그의 군대를 유지하지 못 했을 것이고, 군대에 금일봉도 주지 못 했을 것이다. 어쨋든 이 봉건제로 알프 아르슬란은 군대의 유지라는 중대한 업무에서 조금이나마 자유로워질 수 있었다. 하지만 원정 비용을 위해 상인들에게서는 세금을 계속 걷었다.
시인 사아디 쉬라지에 의하면, 아르슬란의 성채들은 알완드만큼이나 당당하게 솟아있다. 성벽은 성을 든든하게 지켜주며, 그 안의 길들은 마치 신부 목의 진주와 같이 꼬여있다. 언제인가 아르슬란이 어떤 교양있는 여행자에게 물었다. “오래도록 떠돌아 다니며 이와 같이 든든한 성을 본적이 있는가?” “본적이 있습니다.” 여행자가 답했다. “하지만 이 성은 그리 든든하지 않습니다. 확실히 이렇게 든든한 성들을 여러 개 가진 군주는 폐하가 유일합니다. 하지만, 폐하께서 돌아가셔도 그럴까요? 어떤 왕도 죽어서 성을 지배하고, 원하는 바를 이루지는 못 했습니다.”
지혜로운 자는 세상이 가짜 보석이라는 것을 알고, 한 순간에 사라진다는 것을 안다. (그 성은 후일 훌라구가 이끈 몽골군에 의해 파괴되었다.)
쉴레이만 이븐 쿠탈미쉬는 아르슬란의 경쟁자의 아들이었음에도 불구하고 북서부의 통치자로 임명받았고, 아나톨리아 침공에서 큰 활약을 했다. 아르슬란이 그를 기용한 이유는 이븐 알아시르의 기록에서 찾을 수 있다. 이븐 알아시르는 알프 아르슬란과 쿠탈미쉬의 계승 전쟁에서 쿠탈미쉬가 죽자 알프 아르슬란은 친척이 죽은 것을 엄청나게 슬퍼했다고 적었다.

### 죽음
만지케르트 이후 알프 아르슬란은 아시아의 서북쪽 거의 대부분을 정복했다. 이후 그는 조상들의 땅인 투르키스탄을 정복하리라 마음먹었다. 엄청난 대군이 그와 함께 아무 다리야 강까지 진군했다. 그는 병사들이 강을 안전하게 건너려면 몇몇 성채들의 복종이 꼭 필요하다는 것을 알게 되었다. 그런데 그런 성채 중 하나가 그의 군대에 엄청나게 저항했다. 그 성채의 주인은 유수프 알화레즈미였다. 결국 유수프는 술탄에게 항복할 수 밖에 없었다. 술탄은 그를 잔인하게 처형할 것을 명령했다. 자포자기한 유수프는 단검을 뽑아 술탄에게 달려들었다. 알프 아르슬란은 자신의 활솜씨에 자부심을 가지고 있었는데, 그게 화근이었다. 그는 근위병들의 움직임을 저지하고 활을 당겼다. 하지만 그 순간 그는 발을 헛디뎌 쓰러졌고, 활은 유스프의 옆으로 날아갔다. 유수프는 그 순간 달려들어 술탄의 가슴에 단검을 박았다. 알프 아르슬란은 이 상처의 후유증으로 4일 후인 1072년 11월 25일에 결국 사망하였다. 향년 42세. 그의 시신은 메르브로 옮겨져 그의 아버지인 차그리 베그의 곁에 안장되었다. 그의 관 곁의 비석에는 이런 문장이 새겨져 있다.
'오, 알프 아르슬란의 위엄을 보았는가. 보라! 이제 그는 검은 흙 속에 묻혀있다….'
알프 아르슬란은 죽기 직전에 아들에게 자만심 때문에 죽는다고 말했다. 그는 이렇게 말했다. “신이여, 저는 위대한 전사들 사이에서 죽나이다. 그들은 밤낮으로 저를 지켰습니다. 저는 그들이 그들의 일이 하게 존중해야 했습니다. 하지만 저는 그들을 방해하고 스스로를 지키려 했고, 저의 자신감에 자신을 과신했습니다. 저는 그들의 경고를 무시했고, 지금 여기에 누워 있나이다. 이 일을 기억하고, 자만심으로 일을 그르치지 말거라….”

## 유산
알프 아르슬란의 정복은 십자군의 주요한 원인이었다.
2002년 이루어진 투르크메니스탄의 달 및 요일명 개칭에서 8월은 알프 아르슬란이라고 명명되었다.
알프와 알프아르슬란이라는 이름은 튀르키예에서 가장 사랑받는 터키식 이름이다.